# New Year's Smash (2023)
New Year's Smash 2023 fue un especial de televisión que se transmitió en vivo el 27 de diciembre de 2023 por el canal televisivo estadounidense TBS como especiales de los programas de televisión semanales Dynamite y Rampage (se trasmitirá el 29 de diciembre) desde el Addition Financial Arena en Orlando, Florida, celebrandose un día antes de Worlds End.

## Producción
New Year's Smash es un especial de televisión que All Elite Wrestling (AEW) lleva a cabo alrededor del Año Nuevo desde enero de 2021.
El 15 de diciembre de 2023, AEW anunció que New Year's Smash regresaría el 27 de diciembre para Dynamite en TBS y un episodio de Rampage que se emitirá el 29 de diciembre en TNT. El evento tendrá desde el Addition Financial Arena en Orlando, Florida, celebrandose un día antes de Worlds End.

## Resultados

#### Dynamite 27 de diciembre
- Jon Moxley derrotó a Jay White y Swerve Strickland y avanzó a la final del AEW Continental Classic.
  - Moxley cubrió a White después de un «Paradigm Shift».
- Eddie Kingston derrotó a Bryan Danielson y avanzó a la final del AEW Continental Classic.
  - Kingston cubrió a Danielson después de un «Thunder Fire Powerbomb».
  - Después de la lucha, Jon Moxley confrontó a Kingston.
- Skye Blue derrotó a Kris Statlander.
  - Blue cubrió a Statlander después de un «Skye Fall» desde la tercera cuerda.
  - Durante la lucha, Julia Hart interfirió a favor de Blue.
  - Después de la lucha, Blue y Hart atacaron a Statlander, pero fueron detenidas por Willow Nightingale y Abadon.
- The Devil's Masked Men derrotaron a MJF & Samoa Joe y ganaron el Campeonato Mundial en Parejas de ROH.
  - Devil's Masked Men cubrió a MJF después de un «Heat Seeker».
  - Antes de la lucha, The Devil's Masked Men atacaron a Joe.
  - Después de la lucha, Joe atacó a MJF.

#### Rampage 29 de diciembre
- Ruby Soho (con Harley Cameron) derrotó a Marina Shafir.
  - Soho cubrió a Shafir con un «Roll-Up».
  - Durante la lucha, Cameron interfirió a favor de Soho.
- Wheeler Yuta derrotó a Matt Sydal y retuvo el Campeonato Puro de ROH.
  - El árbitro detuvo la lucha después que Yuta atacara con múltiples codazos a Sydal.
  - Después de la lucha, Danhausen confrontó a Yuta siendo atacado por este último, pero fue detenido por Hook.
- Top Flight (Dante Martin & Darius Martin) y Action Andretti derrotaron a Roppongi Vice (Trent Beretta & Rocky Romero) y Orange Cassidy.
  - Dante cubrió a Romero después de un «Full Nelson Slam».